# Это было у моря
«Это было у моря» — советский кинофильм, снятый Аян Шахмалиевой в 1989 году. Подростковая драма о жизни специнтерната для детей и подростков (девочек) с больным позвоночником.

## Сюжет
Илону (в её роли Екатерина Политова) везут в «Волге» по опустевшим дорогам южного курортного города в интернат для детей с проблемами спины. Она сидит на переднем сиденье рядом с водителем. У Илоны модная необычная причёска, заграничная одежда, в ушах наушники плейера, где звучит песня The Beatles «I Feel Fine». Сзади сидят её родители. Папа производит впечатление большого начальника, имеет солидный вид, мама — видная, ухоженная, дорого и со вкусом одетая. Они ведут очень спокойную беседу. До дочери им нет дела. Девочка совершенно одна, один на один с предстоящей неизвестностью. Родители же не выказывают никакой обеспокоенности и нервозности.
Родители вылезают из машины, Илона продолжает сидеть в машине, вместо родителей воспитательница зовёт её вылезти и тут же увлекает её в толпу детей, которая отсекает Илону от папы и мамы, но те не особо и пытаются последовать за дочерью, помочь ей обустроиться и посмотреть на бытовые условия. Нет и сцены их прощания. У Илоны вроде бы всё для счастья: материальные ценности, солидные родители. Но своей семье Илона не нужна. Её родители не попытались сами решать вопросы её здоровья, а ведь мы видим, что в начале истории патологических изменений у неё нет, и она даже не носит корсет; им намного проще и удобнее оказалось разместить девочку, вероятнее всего, за взятку, в интернате, передав заботу о её здоровье в руки советской государственной медицинской машины.
Илона попадает в круговорот жизни интерната. Здесь верховодит Света Дзугутова (Ника Турбина), свободолюбивый и жёсткий подросток. На фоне интернатовской рутины происходят конфликты Светы как с соседками по палате, так и с воспитателем Зоей Григорьевной (Нина Русланова). Эти конфликты разрастаются до фактически бунта воспитанниц против порядков, заведённых в интернате.
Рядом с Илоной сразу возникает Миша. Он говорит, что Илона — самая красивая девочка в интернате. Однако в конце фильма мы видим, что под этим Миша понимает не внешность, не таланты, не душевные качества девочки, а то, что она — без корсета с «ошейником» (так называемый корсет Блаунта). И как только на неё надевают такой заметный корсет, вся её привлекательность для Миши исчезает. Он переключается на Свету, с которой этот корсет уже сняли.

## В ролях
- Нина Русланова — Зоя Григорьевна
- Светлана Крючкова — Ираида Кузьминична
- Ника Турбина — Света Дзугутова
- Екатерина Политова — Илона Сергеева
- Даниил Мишин
- Иван Кузьмин
- Анна Екатерининская — Надя Римская
- Ирина Аннина
- Александра Ерёмина
- Динара Тюкаева
- Валентина Титова — мать Илоны
- Николай Лавров — отец Илоны
- Евгений Зуев
- Валентина Воилкова
- Алла Мещерякова
- Валентина Ананьина
- Виктор Гоголев — Иван Иванович Лосев
- Динара Друкарова — горбатая девочка
- Амаяк Акопян
- Юлия Степанова
- Людмила Курепова

## Съёмки
Съёмки проводились в санатории «Южный» в городе Евпатория. Главную роль сыграла Ника Турбина. Она рассказывала: «Увидев меня во „Взгляде“, мне позвонила режиссёр из Ленинграда и предложила главную роль девочки-бандитки, больной сколиозом… У меня по жизни имидж бандитки. В детстве я била стекла, объявляла бойкоты, но серьёзных конфликтов не было. Я прямолинейна, но умею лавировать». По воспоминаниям Динары Друкаровой: «Мы снимали целое лето в Евпатории — получились замечательные каникулы».
Фильм снят в своеобразной квазидокументальной манере, наполнен звуками времени (на фоне происходящих событий звучат популярные тогда песни, отрывки из телепередач). Также звучит много стихов. Название фильма взято из одноимённого стихотворения Игоря Северянина, которое звучит в фильме в исполнении Анны Шульгат.
В фильме звучит песня на стихи Даниила Мишина: «В городском глухом дворе…»

## Технические данные
- Производство: Ленфильм, Студия «Троицкий мост»
- Режиссёр: Аян Шахмалиева
- Сценарий: Виктор Клыков
- Оператор: Сергей Юриздицкий
- Художник-постановщик: Георгий Кропачёв
- Композитор: Александр Кнайфель
- Звукорежиссёр: Галина Горбоносова
- Монтаж: Ирина Гороховская.